# Aphra nyctemeroides
Aphra nyctemeroides là một loài bướm đêm thuộc phân họ Arctiinae, họ Erebidae.